# Манукян, Артур
Артур Манукян (арм. Արթուր Մանուկյան; 4 июля 1985, Эчмиадзин) — армянский кинорежиссер, продюсер. Режиссер многочисленных видеороликов армянских артистов, десятков телевизионных проектов и мероприятий.

## Биография
Родился 4 июля 1985 года в городе Эчмиадзин. В 2002 году окончил среднюю школу № 8 им. Гарегина Нжде в Эчмиадзине, параллельно посещал Ереванский танцевальный колледж. В 2002-2008 гг. учился на режиссерском факультете Ереванского государственного института театра и кино в студии Рубена Геворгянца.
В 2006 году был удостоен специального приза кинофестиваля "Это я". С 2008 года работает ведущим в детском ансамбле “Аревик” Общественного радио Армении, в 2009-2011гг. режиссером телевизионного проекта “Аканатес” на Общественном телевидении Армении, в 2009 г. на телеканале ATV (на передачах «Доброе утро», «Полет», «Музыкальная шкатулка», «Поп-энциклопедия», «Космическое шоу» (по специальному предложению журнала «Cosmopolitan Armenia»)), в 2011-2012гг. на телеканале «Армньюз» в качестве режиссера. С 2013г. работал на телеканале “Армения” в качестве режиссера телешоу “Нане”. Был режиссером ряда телевизионных проектов и массовых мероприятий: конкурс песни “Евровидение” - этапы в Армении, новогодние передачи, концерты (праздничный концерт 19-й годовщины независимости Армении в 2010 г., концерт танцевальной группы “Амарас” в 2015г., концерт Эрика Карапетяна “Live in Concert”, концерт Мартина Мкртчяна в театре “Dolby” в Лос-Анджелесе в 2016г., сольный концерт Саро Товмасяна в 2018г., сольный концерт Рипсиме Акопян в 2019г., сольный концерт Норо в театре “Dolby” в Лос-Анджелесе), реклама (ВТБ, Эвокабанк, пиво “Гюмри” и др.). Снял около сорока видео-роликов. Сотрудничал с рядом представителей армянской музыкальной сферы и телевидения: Араме, Андре, Размик Амян, Эмми, Силва Акопян, Асмик Карапетян, Эрик Карапетян, Рипсиме Акопян, Ивета Мукучян, Мартин Мкртчян, Арменчик, Арминка, Саро, Нуне Есаян, Лилит Оганнисян, Кристине Пепелян, Мигран Царукян, Арпи Габриелян, Надежда Саргсян, Артур Григорян, Авет Барсегян, Анна Аванесян и т.д.
Был удостоен награды “Лучший режиссер года” в рамках церемонии “World Armenian Entertaiment Awards” в США. С 2014 г. работает на общественном телевидении Армении в качестве режиссера, где в 2014-2015гг. был режиссером программы “Судьбой - женщина”. в 2016-2017гг. программы “Бенефис”,  в 2016г. телешоу “ Всемогущий певец”. В 2017-2018 годах в Лос-Анджелесе снял телепроект «Судьбы за океаном». В 2019 году организовал церемонию открытия конкурса «Конифа Арцах 2019».

## Видеоролики Евровидения

### Евровидение 2017
С 18-го марта 2017 г. публике был представлен видеоролик “Fly with Me” певицы Арцвик, которым Армения приняла участие в конкурсе песни Евровидение 2017 . Режиссером данного видеоролика был Артур Манукян.
По словам Артура Манукяна, песня передала ему так много эмоций и одновременно вызвала столько разных ощущений, что он решил использовать разные символы.
Это одно из тех исключительных видеороликов, которое полностью характеризует меня: Я был наиболее впечатлен и вдохновлен песней во время съемок.
Артур Манукян
Согласно официальному сайту Евровидения в Армении, в видеоролике также поддерживается линия мелодии песни и сделана попытка представить различные этнические особенности. Сценические и световые эффекты отражают солнечные лучи, которые, как говорится в песне, светятся при одинаково тепло для всех.

### Евровидение 2018
В феврале 2018 году по результатам конкурса "К Евровидению" стало известно, что Армению на конкурсе песни Евровидение-2018 представит Севак Ханагян с песней "Ками". Общественное телевидение доверило видеоклип к песне Артуру Манукяну.
Когда я впервые услышал песню, я понял, что в видео нужно показать душевное состояние и эмоции Севака. В видео нет лишнего элемента, я не хотел перегружать сцены, так как старался не отвлекать внимание от песни и Севака. Учитывая сегодняшние тенденции, я сосредоточился на дизайне освещения и монтажных трюках. Надеюсь, что видеоклип поможет донести настроение Севака и идею песни до армянской и европейской аудитории.
Артур Манукян
Премьера видеоклипа состоялась 21 марта 2018 года.